# 日本人の食事摂取基準
日本人の食事摂取基準は、日本の厚生労働省が、健康な個人または集団を対象として、国民の健康の維持・増進、エネルギー・栄養素欠乏症の予防、生活習慣病の予防、過剰摂取による健康障害の予防を目的として制定したエネルギー及び各栄養素の摂取量の基準である。
管理栄養士や医師などが、健常者および傷病者の栄養・食事管理、栄養指導の際に活用できる資料として、また、事業所給食や保健所による健康推進事業など、科学的根拠に基づく栄養政策を推進する際の基礎となる資料である。

## 改定
2004年に「日本人の食事摂取基準」として改定される前は、1970年より「日本人の栄養所要量」として公表され、6回改定されてきた。以降は、5年に1回改定されており、最新版は2025年版である。
2025年版の概要は、厚生労働省のWebサイト「日本人の食事摂取基準」を参照のこと。
2005年版から2025年版まで、佐々木敏（東京大学名誉教授）が策定の中心的役割を担っている。

## 2010年版
主な変更点
- 年齢ごとの「推定エネルギー必要量」を変更した（小児と若年女性で減少、高齢者は増加）
- 食塩の目標量が減少した（男性10.0g→9.0g、女性8.0g→7.5g）
- カルシウムで設定されていた「目安量」「目標量」から「推奨量」を目指すことに変更した

## 2015年版
主な変更点
- 生活習慣病の発症だけでなく、重症化予防も検討した
- 体格をあらわすボディマス指数(BMI)ごとのエネルギー（カロリー）摂取量を策定した

## 2020年版
主な変更点
- 高齢者の低栄養予防やフレイル予防も視野に入れて策定を行った
- 50歳以上の年齢区分を2区分（（70歳で分割）から3区分（65歳、75歳で分割）に細分化した

　「年齢だけでなく、個人の特徴に十分注意を払うことが必要」とも述べられている
- フレイル予防等のため、50歳以上のたんぱく質の摂取目標量（エネルギー比率）の下限値を引き上げた（13%→14〜15%）
- 骨折予防等のため、ビタミンDの目安量を引き上げた（成人5.5μg→8.5μg）
- 生活習慣病予防等のため、食塩の目標量を引き下げ（成人男性8.0g→7.5g、成人女性7.0g→6.5g、高血圧及び慢性腎臓病の重症化予防6.0g）、飽和脂肪酸やカリウムについて小児の摂取目標量を新たに設定し、脂質異常症の重症化予防の目的からは、コレステロール摂取量200mg未満が望ましいとの記述を追加した。なお、2010年版では脂質異常症に限らずコレステロールの摂取目標量を成人男性750mg未満、成人女性600mg未満としていたが、2015年版では「十分な科学的根拠が得られなかった」ため削除しており、2020年版でも同様となっている。
- 食事摂取基準を利用する専門職等の理解の一助となるよう、目標量のエビデンスレベルを対象栄養素ごとに新たに設定した。

## 設定指標
食事摂取基準で設定されている栄養素の指標は健康増進法に基づき、摂取不足の回避（推定平均必要量、推奨量、目安量）、過剰摂取による健康障害の回避（耐用上限量）、及び生活習慣病の予防（目標量）を目的とした指標が設定されている。
推定エネルギー必要量
エネルギー出納がゼロになる確率が最も高くなると推定される一日あたりのエネルギー摂取量。エネルギーについては耐用上限量は設定されていない。
推定平均必要量（EAR, Estimated Average Requirement）
日本人の、ある性・年齢階級に属する人々の50％が必要量を満たすと実験によって推定された摂取量のこと。
推奨量（RDA, Recommended Dietary Allowance）
日本人の、ある性・年齢階級に属する人々の97～98％が必要量を満たすと推定される摂取量のこと。2～3％の人には不足が生じる。理論的には
「EAR+標準偏差の2倍(2SD)」
で求められるが、標準偏差を正確に求めることが難しく、実際には
「EAR×推奨量算定係数=EAR×（1+2×変動係数）」
によって求めている。
目安量（AI, Adequate Intake）
推定平均必要量及び推奨量を算定するのに十分な科学的根拠が得られない場合に、特定の集団の人々がある一定の栄養状態を維持するのに十分な量のこと。実際には、ある集団において、不足状態を示す人が殆ど観察されない量として与えられる。
基本的には、殆どの人で当該栄養素の不足による健康障害が生じていない集団を対象として、栄養素摂取量を観察し、摂取量分布の中央値を用いる。
耐容上限量 (UL, Tolerable upper intake level)
日本人の、ある性・年齢階級に属するほとんどすべての人々が、過剰摂取による健康傷害をもたらす危険がないとみなされる栄養素摂取量の最大限の量。以前は上限量ともよばれた。主にサプリメントなどの過剰摂取による健康障害を予防するための数値であり、通常の食生活で起こる可能性は低い。NOAEL（最大無毒性量）を不確実係数(uncertain factor:UF)で除したものか、LOAEL（最小毒性量）を通常より大きめの値のUFで除したをもので算出する。
目標量（DG）
生活習慣病の一次予防を目的として、現在の日本人が当面の目標とすべき摂取量。摂取量の増加を目指すものとして、食物繊維、ω-3脂肪酸、カリウム、摂取量の減少を目指すものとして、コレステロール、ナトリウム、目標量の範囲に入ることを目指すものとして、脂質、飽和脂肪酸、炭水化物、推定平均必要量と推奨量又は目安量が与えられ、目標量の上限だけ与えられているものとしてω-6脂肪酸がある。